# Rio Loddon
O rio Loddon, é um rio interior da bacia hidrográfica centro-norte, parte da bacia dos rios Murray-Darling, está localizado na bioregião inferior de Riverina e nas regiões de Central Highlands e Loddon Mallee do estado australiano de Vitória. As cabeceiras do rio Loddon sobem nas encostas norte da Grande Cordilheira Divisória, a leste de Daylesford e descem para fluir para o norte, no rio Little Murray, perto de Swan Hill. O rio é represado pelos reservatórios de Cairn Curran e Laanecoorie.
Um anabranche do rio Loddon pode ser encontrado nas partes superiores do rio.